# Leslie Deniz
Leslie Deniz, född den 25 maj 1962 i Oakland, Kalifornien, är en amerikansk friidrottare inom diskuskastning. Hon tog OS-silver i diskuskastning vid friidrottstävlingarna 1984 i Los Angeles. 